# Reculer (équitation)

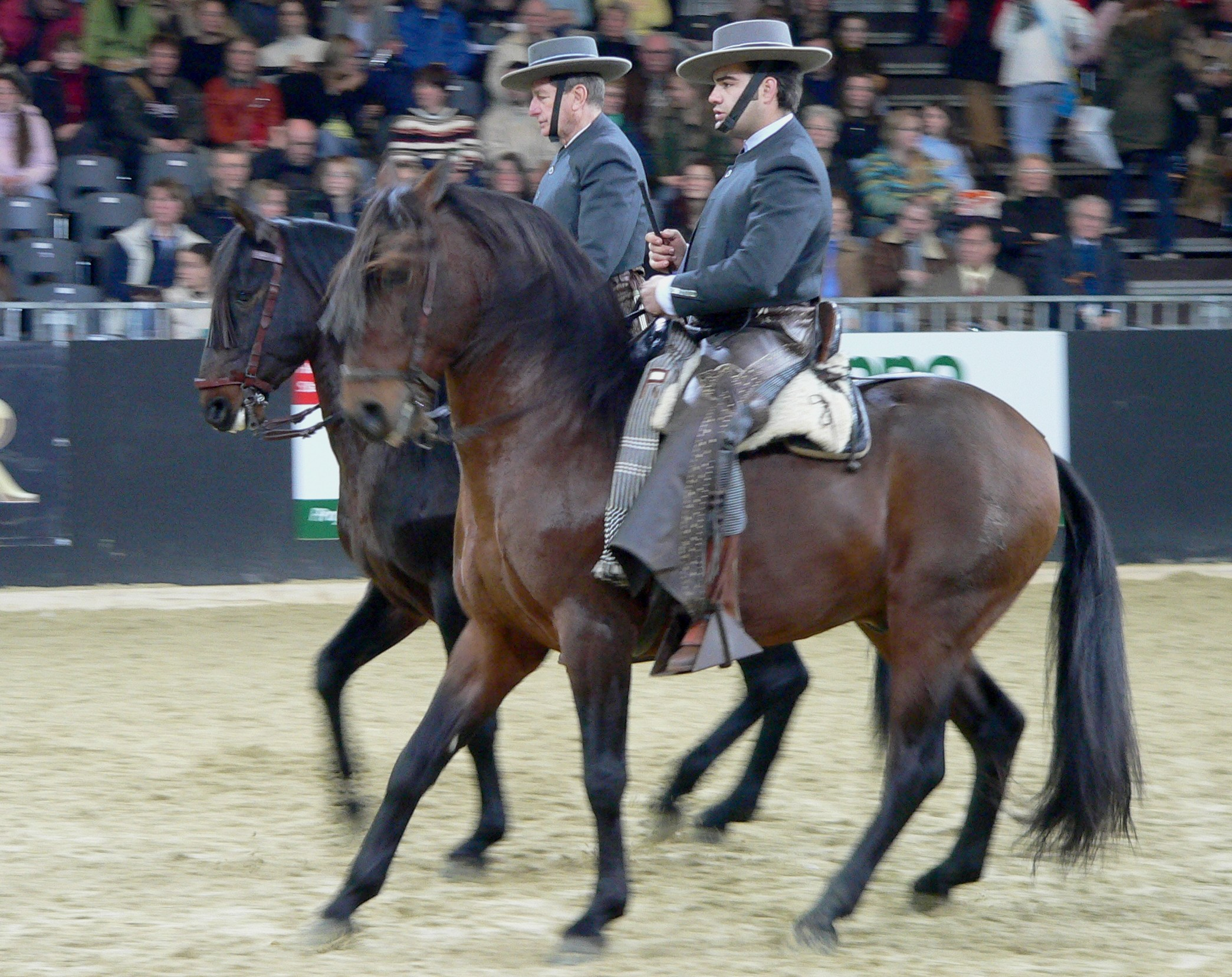

En équitation, le reculer est  un mouvement vers l'arrière par foulées diagonales, sur deux temps sans suspension, symétrique.
En liberté les chevaux reculent rarement. C'est pourquoi certains classent cette allure dans la catégorie des allures spécifiques par opposition aux allures dites naturelles.

## Le reculer en liberté
En liberté un cheval peut reculer pour différentes raisons :
- Pour frapper avec ses sabots arrières (ruade),
- Pour appeler à lui un autre cheval qu'il domine,
- Pour se faufiler s'il est attaqué et coincé par devant,

## L'apprentissage pour le jeune cheval
Commencer par donner cette leçon à pied et ne commencer le travail monté que quand le cheval recule facilement, droit et léger.
Aides diagonales d'abord, puis quand le cheval a compris et qu'il fait ses premiers pas en arrière, il faut se servir des deux rênes et des deux jambes. James Fillis

## Les façons de demander le reculer au cheval
Ce qu'il ne faut pas faire: surcharger le rein et l'arrière-main en tirant sur la bouche.
Légère action des jambes comme pour porter le cheval en avant, mais, au lieu de laisser cette impulsion s'échapper vers l'avant, s'en emparer en résistant de la main et en même temps descente de jambes. colonel Jousseaume
..en faisant précéder les jambes, et en ne soutenant de la main qu'après une légère mobilité de la croupe. "François Baucher, dictionnaire raisonné d'équitation.

## Les utilisations du reculer en équitation
Cet exercice ne doit être commencé que lorsque le cheval a bien assimilé la leçon des jambes. Il ne faut pas qu'il puisse y avoir de confusion pour un jeune cheval: 
Il faut d'abord apprendre au cheval à ne pas reculer. Général Détroyat cité par Decarpentry, Équitation académique
L'exercice permet de reporter aisément du poids vers l'arrière-main et donc, paradoxalement de favoriser le mouvement en avant: 
Plus le cheval reculera facilement, plus il se portera aisément en avant, puisqu'alors les forces de l'avant et de l'arrière main se portent un mutuel secours. François Baucher, dictionnaire raisonné d'équitation

## Balancer
Balancer un cheval consiste à exécuter alternativement des pas de reculer et des pas en avant. Cet exercice doit être exécuté dans la légèreté avec un cheval parfaitement droit. Il permet de parfaire le rassembler, l'équilibre et la perméabilité aux indications des aides. 

## Le reculer en compétition de dressage
L’anticipation ou la précipitation du mouvement, la résistance ou la perte du contact, la déviation de l’arrière-main par rapport à la ligne droite, les postérieurs écartés ou inactifs et le glissement des antérieurs sont considérés comme des fautes graves. Les pieds doivent se lever nettement et les postérieurs rester bien en ligne.
Pendant l'arrêt et l'immobilité précédant le reculer, ainsi que pendant le reculer, le cheval doit rester "sur la main" tout en maintenant son désir de se porter vers l'avant
Les pas sont comptés sur le reculer de chaque membre antérieur. Après avoir effectué le nombre de pas en arrière requis par le texte de la reprise, le cheval doit soit montrer un arrêt carré, soit avancer immédiatement à l'allure précisée, selon le texte de la reprise.
Si au cours d'une reprise de dressage, le trot ou le galop suivent le reculer, le cheval doit rompre dans cette allure sans arrêt ni pas intermédiaire.
Dans leur notation, les juges apprécient notamment la perméabilité, la fluidité du mouvement, la rectitude du cheval, la correction du nombre de pas, la qualité du contact et l'attitude de la nuque du cheval.

## La domination
Pour certains éthologistes, le fait de demander un reculer en main est une affirmation de domination sur l'animal.